# دون كارلوس سايتس
دون كارلوس سايتس (بالإنجليزية: Don Carlos Seitz)‏ هو كاتب سير وصحفي أمريكي، ولد في 1862، وتوفي في 1935.